# 大十二・二十面体
大十二・二十面体（だいじゅうに・にじゅうめんたい、Great dodecicosahedron）とは、一様多面体の一種である。大二重三角十二・二十・十二面体の正五角形、正三角形を削り、正六角形で埋めた図形である。
- 構成面： 正六角形20枚、正10/3角形12枚
- 辺： 120
- 頂点： 60
- 頂点形状： 6, 10/3, 6/5, 10/7
- ワイソフ記号： 2 3 (5/4 5/2) |
- 枠： 切頂十二面体
- 双対： Great dodecicosacron

## 同じ枠を持つ立体
- 切頂十二面体
- 大二十・二十・十二面体
- 大二重三角十二・二十・十二面体
- 大十二・二十面体